# オーロラ温泉
オーロラ温泉（オーロラおんせん）は、北海道川上郡標茶町にある温泉である。

## 泉質
源泉温度43.6℃のアルカリ性単純温泉、湯色はやや黄色。湯量が豊富で全浴槽が源泉掛け流しである。
ph値が9.4と高く、湯上がりには肌がすべすべになる。
※効能はその効果を万人に保証するものではない。

## 施設
キャンプ場やパークゴルフ場等を併設した私営森林公園「オーロラファームビレッジ」の中にあり、入浴・宿泊手続きもここの管理棟で行う。
温泉施設は露天風呂棟と別浴棟の2つがある。露天風呂棟は混浴の実質半露天風呂で場合によっては貸し切りになる。別浴棟では男女それぞれの内湯・露天風呂が設置されている。横にはペット専用の浴槽も設けられている。

## 交通
標茶町市街地・JR釧網本線標茶駅から車で約10分。途中未舗装道路が約2kmある。